# Serbische Radikale Partei
Die Serbische Radikale Partei (serbisch Српска радикална странка/ Srpska radikalna stranka, abgekürzt CPC/SRS) ist eine ultranationalistische Partei in Serbien.

## Ideologie

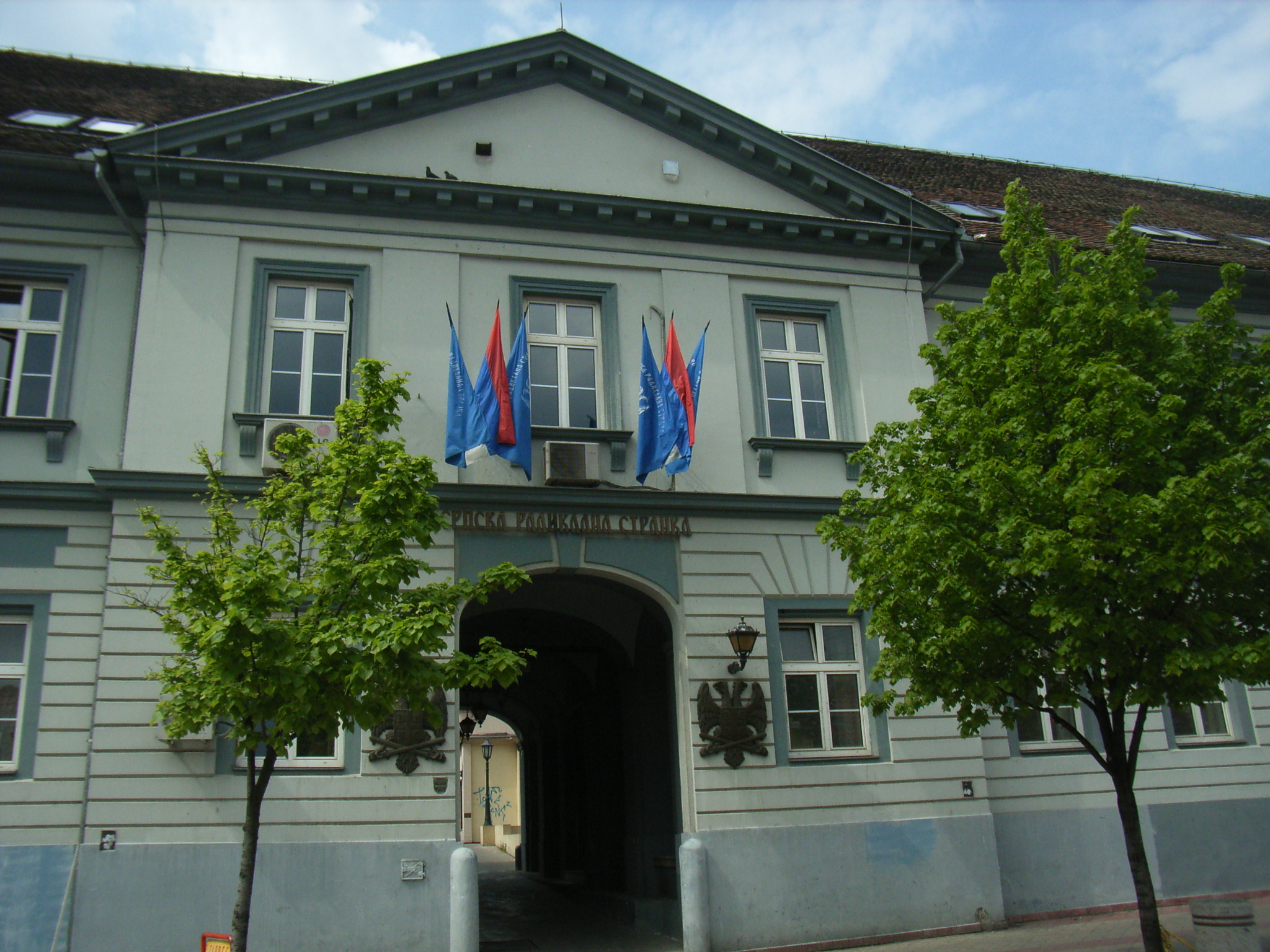
Sitz der SRS im Belgrader Stadtbezirk Zemun.

Die SRS vertritt eine extrem-nationalistische Ideologie und tritt für die Schaffung eines Großserbien ein, das bis zur Virovitica-Karlovac-Karlobag-Linie reichen sollte.

## Gründung
Am 6. Januar 1990, am Heiligabend der serbischen Orthodoxie, wurde in Belgrad auf Initiative politisch-ideologisch Gleichgesinnter, darunter auch Vojislav Šešelj, ein Manifest zur Gründung des Srpski slobodarski pokret (SSP) unterzeichnet, der „Serbischen Freiheitsbewegung“, womit der Bildungsprozess der SRS eingeleitet wurde. Die Gründungsversammlung der SSP wurde am 23. Januar 1990 in Batajnica gehalten und wird heute als erste Tagung der SRS betrachtet, die als Prvi otadžbinski kongres bezeichnet wird, der „Erste vaterländische Kongress“. Später wurde per Deklaration die freiwillige Vereinigung der SSP mit einer am 10. März unter Vuk Drašković hervorgegangenen abtrünnigen Fraktion der am 6. Januar 1989 entstandenen antikommunistischen Srpska narodna obnova (SNO) mit Mirko Jović an der Spitze beschlossen, der ersten serbischen Partei im sozialistischen Jugoslawien (1945–1991) nach dem Fall des Kommunismus, die damit das Mehrparteiensystem wiederhergestellt hatte.
Der am 14. März 1990 vollzogene Zusammenschluss der SSP unter Šešeljs Führung und Draškovićs Srpska narodna obnova brachte schließlich den Srpski pokret obnove (SPO) hervor, die „Serbische Erneuerungsbewegung“. Am 31. Mai 1990 verließ Šešelj die Partei wieder und gründete am 18. Juni den Srpski četnički pokret (SČP), die „Serbische Tschetnik-Bewegung“, dessen offizielle Registrierung aufgrund der Identifikation mit der Jugoslawischen Armee im Vaterland und den von Dragoljub Mihailović geführten monarchistisch-nationalserbischen Tschetnik-Verbänden verweigert wurde. Schließlich entstand am 23. Februar 1991 in Kragujevac die SRS durch die Vereinigung der SČP und der Narodna radikalna stranka (NRS) von Tomislav Nikolić.
Im Mai 1993 wurde die Serbische Radikale Partei in Montenegro gegründet, sie benannte sich 1995 in Srpska radikalna stranka Dr. Vojislav Šešelja um. Heute trägt sie die Bezeichnung Stranka srpskih radikala.

## Parteiorgane
Die wichtigsten Parteiorgane, also Gremien, sind der Vaterländische Kongress (Otadžbinski kongres) und die Zentrale Vaterländische Verwaltung (Centralna otadžbinska uprava). Beim Vaterländischen Kongress werden alle vier Jahre der Präsident, sein Stellvertreter, die Vizepräsidenten und die Mitglieder der Zentralen Vaterländischen Verwaltung gewählt. Der Kongress beschließt das Parteiprogramm und gibt die politische Richtung der Partei für die kommende Legislaturperiode vor, während die Verwaltung Organisations- und Planungsaufgaben wahrnimmt. Weitere Parteiorgane sind das Generalsekretariat unter dem Vorsitz des Generalsekretärs, die Statutenkommission und der Aufsichtsrat sowie der Vorstand und Organe der lokalen Parteiorganisationen.
Präsident der Zentralen Vaterländischen Verwaltung ist Vojislav Šešelj, sein Stellvertreter ist Nemanja Šarović. Als Vizepräsidenten fungieren Milorad Mirčić und Zoran Krasić.

## Politik

### Parteiprogramm
Die Partei hat durch Kriegsdrohung für den Fall der Unabhängigkeit des Kosovo auf sich aufmerksam gemacht, berichtete die Nachrichtenagentur dpa am 28. Juni 2006. „Wir haben den Kosovo schon mit Waffengewalt gegen viel stärkere Gegner verteidigt“ habe nach Meldungen Belgrader Medien der damalige geschäftsführende Interims-Parteichef Tomislav Nikolić gesagt. „Wir werden ewig kämpfen, dass der Kosovo in Serbien bleibt“.

### Bildung (para)militärischer Verbände
Während der Jugoslawienkriege warb die Partei Freiwillige für die Jugoslawische Volksarmee und für Milizen an, die nach offizieller Darstellung in Bosnien und Herzegowina sowie Kroatien zum Schutz der dort ansässigen serbischen Bevölkerung vor Übergriffen bosnisch-muslimischer und kroatischer Paramilitärs kämpften. Diesen Einheiten werden zahlreiche Kriegsverbrechen vorgeworfen, wofür sich einige ihrer Mitglieder vor dem Internationalen Strafgerichtshof für das ehemalige Jugoslawien in Den Haag sowie vor dem Gericht für Kriegsverbrechen in Belgrad verantworten müssen. In diesem Zusammenhang wurde auch Vojislav Šešelj der Bildung einer kriminellen Vereinigung zwecks Durchführung von Verbrechen gegen die Menschlichkeit und wegen Verstößen gegen Kriegsgesetze oder -bräuche angeklagt. Er stellte sich dem Gericht freiwillig und befand sich seit 2003 in Haft in Den Haag. Am 31. März 2016 wurde er von allen 28 Anklagepunkten freigesprochen.
Am 5. September 2006 wurden in Belgrad mehrere Angeklagte der SRS zur Höchststrafe von 20 Jahren rechtskräftig verurteilt. Die Anklage lautete auf Kriegsverbrechen und Verbrechen gegen die Menschlichkeit während und nach der Schlacht um Vukovar 1991 sowie beim Massaker von Vukovar, wobei 200 wehrlose und zum Großteil Verwundete aus dem Krankenhaus von Vukovar verschleppt und ermordet wurden.
Die bekanntesten paramilitärischen Einheiten waren die
- Beli Orlovi (Weiße Adler)
- Srpska dobrovoljačka garda (Serbische Freiwilligengarde) sowie
- Crvene Beretke (Rote Barette).

### Politische Erfolge
Bei den Wahlen Ende 1993 kam die SRS auf 39 Sitze in der serbischen Nationalversammlung und 34 Sitze in der Bürgerkammer des Bundesparlaments.
Anfang 1995 gründeten sieben SRS-Abgeordnete des Bundesparlaments unter der Führung von Jovan Glomočanin die Serbische Radikale Partei – Nikola Pašić (SRS-NP), weitere Abgeordnete wechselten zur neuen Partei.
Von 1998 bis September 2000 koalierte die Serbische Radikale Partei mit Slobodan Miloševićs Sozialistischer Partei und bildete mit ihr eine „Regierung der nationalen Einheit“.
Die SRS erlangte unter Tomislav Nikolić, dem Stellvertreter des einige Monate zuvor inhaftierten Šešelj, der vor dem Internationalen Strafgerichtshof für das ehemalige Jugoslawien angeklagt wurde, bei den Parlamentswahlen im Dezember 2003 in Serbien die meisten Mandate (82 von 250 Sitzen, über 27 % Wähleranteil). Sie blieb aber dennoch in der Opposition. Bei den Parlamentswahlen im Januar 2007 konnte sie zwar ihren Stimmenanteil leicht auf 28,7 % erhöhen, erhielt aber auf Grund eines höheren Anteils der für die Sitze im Parlament berücksichtigten Stimmen mit 81 Sitzen einen Sitz weniger als 2003.
In der zweitgrößten Stadt Serbiens Novi Sad stellte die SRS mit Maja Gojković, Vizepräsidentin der SRS, zwischen 2004 und 2006 die Bürgermeisterin.
Bei den Parlamentswahlen am 21. Januar 2007 bekam die SRS 1.152.625 Stimmen, das sind 29 % der abgegebenen Stimmen bei einer Wahlbeteiligung von 60,59 %.
Bei den Parlamentswahlen 2008 gewann das Wahlbündnis um die Demokratische Partei überraschend deutlich gegen die Radikale Partei. Zuvor war angesichts der Unabhängigkeit des Kosovo zumindest von einem Kopf-an-Kopf-Rennen ausgegangen worden.

### Spaltung 2008
Nach den Parlamentswahlen 2008 kam es innerhalb der Partei zu Auseinandersetzungen zwischen „Dogmatikern“ um den in Den Haag einsitzenden Parteivorsitzenden Vojislav Šešelj und seinem Stellvertreter und Fraktionsvorsitzenden der Partei im serbischen Parlament (Skupština Srbije) Tomislav Nikolić um den weiteren Kurs der Partei. So wies Šešelj die Parlamentsabgeordneten seiner Partei an, im September 2008 gegen die Ratifizierung des Stabilisierungs- und Assoziierungsabkommens mit der Europäischen Union zu stimmen, nachdem sich Nikolić dafür ausgesprochen hatte. Dies führte am 6. September 2008 zum Rücktritt Nikolićs von seinen beiden Ämtern. Am 8. September 2008 bildete Nikolić daraufhin mit weiteren bisherigen SRS-Abgeordneten eine eigene Fraktion mit dem Namen Vorwärts Serbien (Napred, Srbijo) in der Skupština. Die 18 Mitglieder der neuen Fraktion wurden am 12. September aus der SRS ausgeschlossen. Nikolić kündigte angesichts des Ausschlusses die Gründung einer neuen Partei an.
Diese wurde dann am 10. Oktober 2008 in Srpska Napredna Stranka benannt.

### Marginalisierung 2012
Bei den Parlamentswahlen am 6. Mai 2012 scheiterte die Serbische Radikale Partei mit 4,6 % knapp an der 5-%-Hürde und verfehlte damit den Wiedereinzug in die Skupština, während die Liste um Tomislav Nikolić knapp zur stärksten Kraft wurde.

### Wiedererstarken 2016
Bei den Parlamentswahlen am 24. April 2016 erreichte die Serbische Radikale Partei einen Stimmenanteil von 8,6 % und zog somit mit 22 Abgeordneten in die Skupština ein.

## Allianzen
Im Oktober 1995 reiste Wladimir Wolfowitsch Schirinowski nach Belgrad und unterzeichnete ein Kooperationsabkommen mit der SRS. 1997 kam Jean-Marie Le Pen, Vorsitzender der Front National, zu einem Solidaritätsauftritt mit der SRS nach Belgrad. Im selben Jahr unterzeichnete die SRS ein Kooperationsabkommen mit Ján Slota, dem Vorsitzenden der Slovenská národná strana (1990) (SNS).

## Wahlergebnisse
| Jahr | Wahl                | Stimmenanteil | Sitze  | Platz | Position              |
| ---- | ------------------- | ------------- | ------ | ----- | --------------------- |
| 1992 | Parlamentswahl 1992 | 22,58 %       | 73/250 | 2.    | Regierungsbeteiligung |
| 1993 | Parlamentswahl 1993 | 13,85 %       | 39/250 | 3.    | Opposition            |
| 1997 | Parlamentswahl 1997 | 28,08 %       | 82/250 | 2.    | Opposition            |
| 2000 | Parlamentswahl 2000 | 8,60 %        | 23/250 | 3.    | Opposition            |
| 2003 | Parlamentswahl 2003 | 28,00 %       | 82/250 | 1.    | Opposition            |
| 2007 | Parlamentswahl 2007 | 28,60 %       | 81/250 | 1.    | Opposition            |
| 2008 | Parlamentswahl 2008 | 29,46 %       | 78/250 | 2.    | Opposition            |
| 2012 | Parlamentswahl 2012 | 4,62 %        | 0/250  | 7.    | Opposition            |
| 2014 | Parlamentswahl 2014 | 2,01 %        | 0/250  | 11.   | Opposition            |
| 2016 | Parlamentswahl 2016 | 8,10 %        | 22/250 | 3.    | Opposition            |
| 2020 | Parlamentswahl 2020 | 2,05 %        | 0/250  | 8.    | Opposition            |